# Clanis
Genre
Le genre Clanis regroupe des insectes lépidoptères de la famille des Sphingidae, de la sous-famille des Sphinginae et de la tribu des Sphingini.

## Systématique
- Le genre a été décrit par l'entomologiste allemand Jakob Hübner en 1819[1].
- L'espèce type pour le genre est Clanis phalaris (Cramer, 1777).

### Synonymie
- Metagastes Boisduval, 1819[2].
- Basiana Walker, 1856[3].

### Liste des espèces
- Clanis baratana - Brechlin, 1998
- Clanis bilineata - (Walker, 1866)
- Clanis deucalion - (Walker, 1856)
- Clanis euroa - Rothschild & Jordan, 1903
- Clanis hyperion - Cadiou & Kitching,1990
- Clanis mahadeva - Gehlen, 1935
- Clanis mcguirei - Eitschberger, 2004
- Clanis negritensis - Hoegenes & Treadaway, 1993
- Clanis orhanti - Haxaire, 2001
- Clanis peterseni - Eitschberger, 2004
- Clanis phalaris - (Cramer, 1777)
- Clanis pratti - Joicey & Talbot, 1921
- Clanis schwartzi - Cadiou, 1993
- Clanis stenosema - Rothschild & Jordan, 1907
- Clanis surigaoensis - Clark, 1928
- Clanis thailandica - Eitschberger, 2004
- Clanis titan - Rothschild & Jordan, 1903
- Clanis undulosa - Moore, 1879

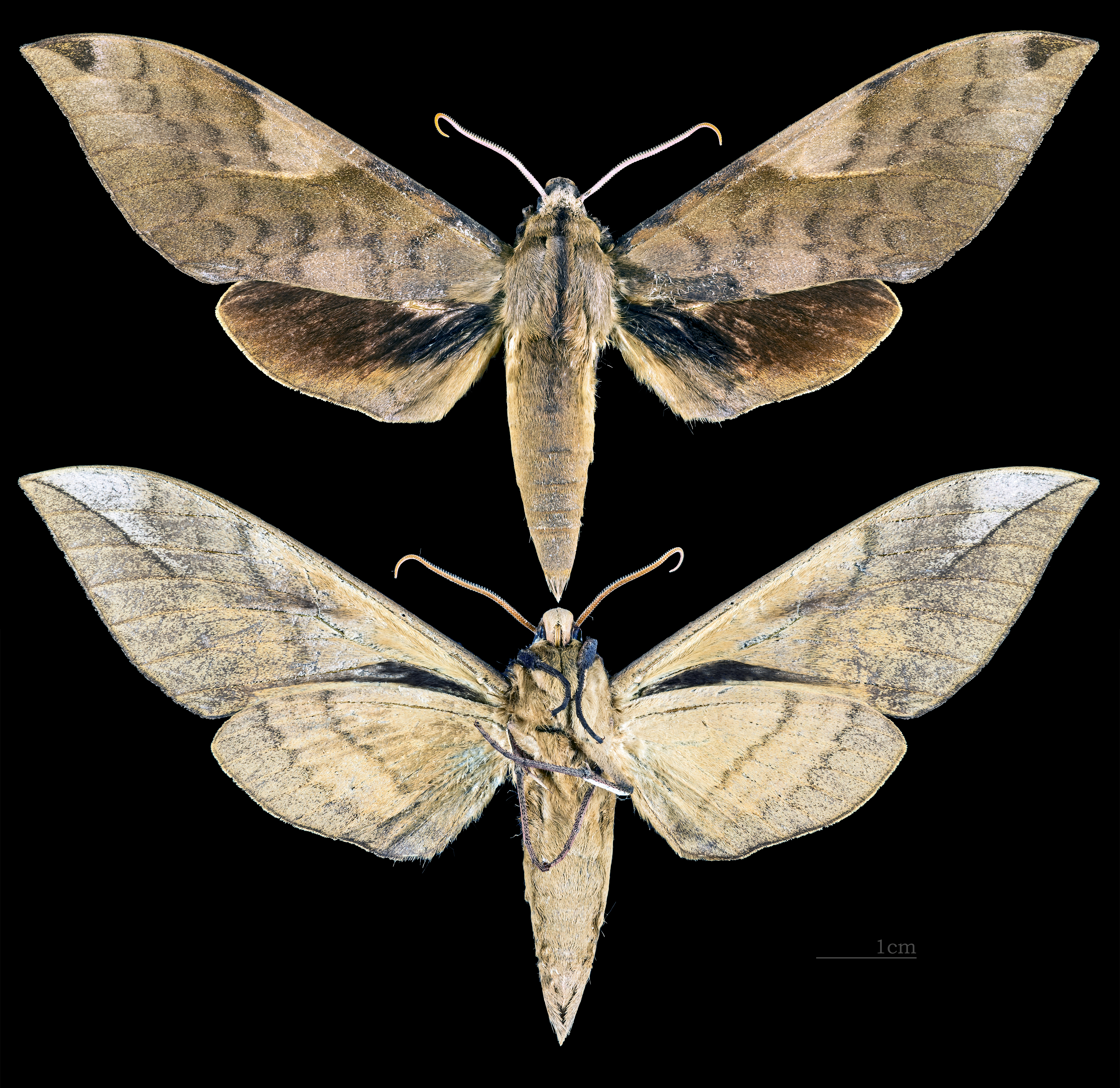
Clanis bilineata
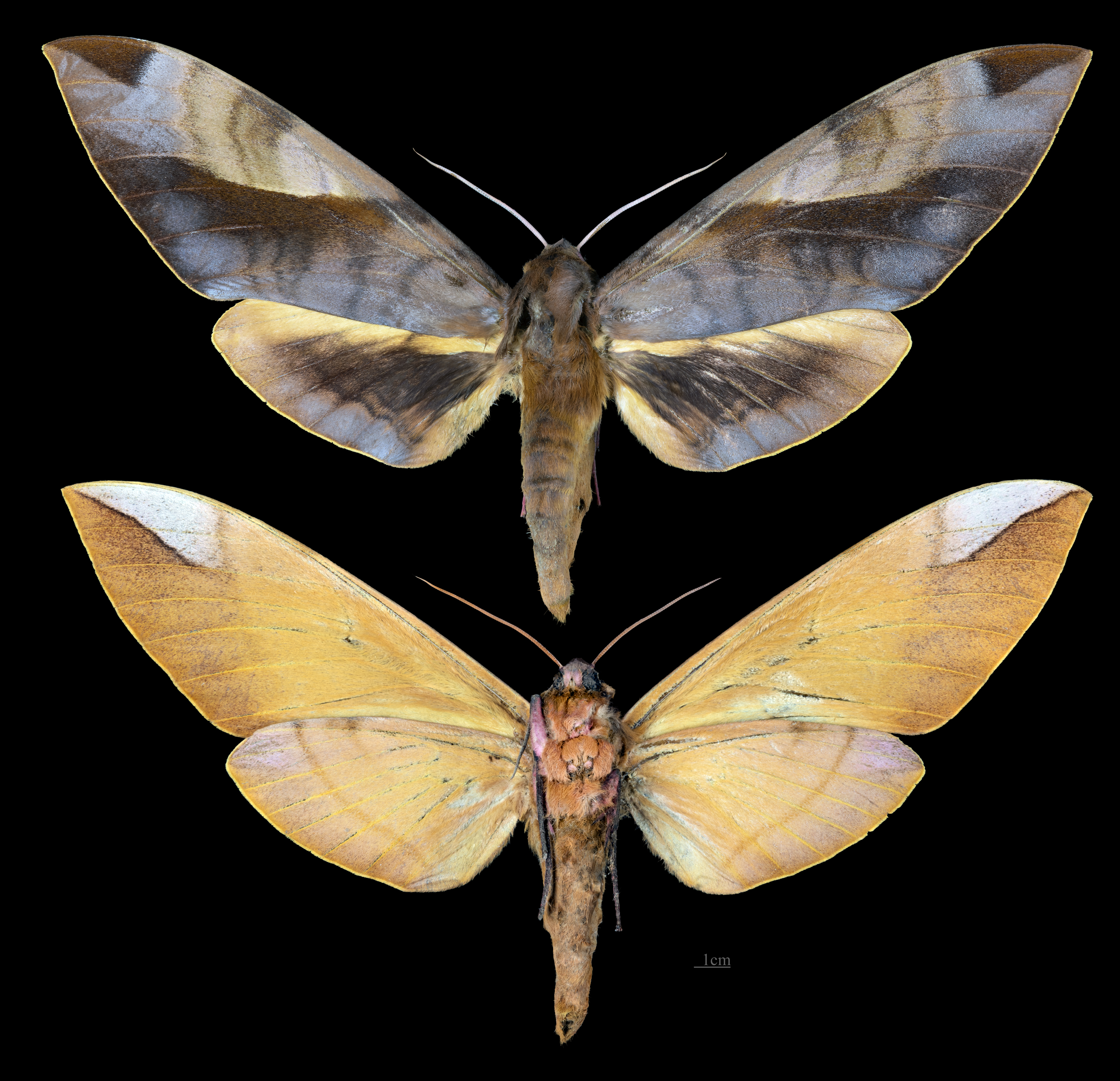
Clanis hyperion
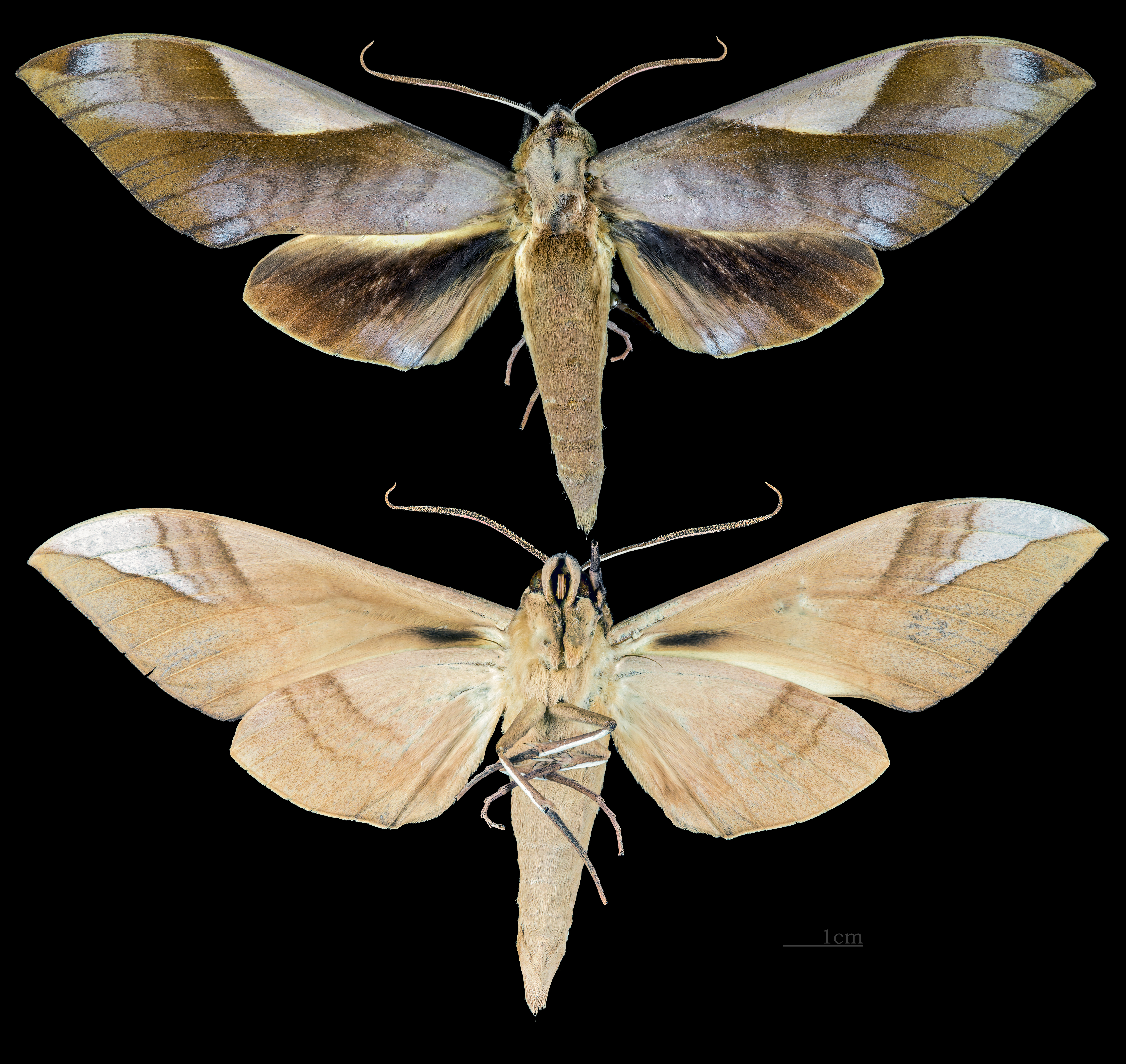
Clanis pratti
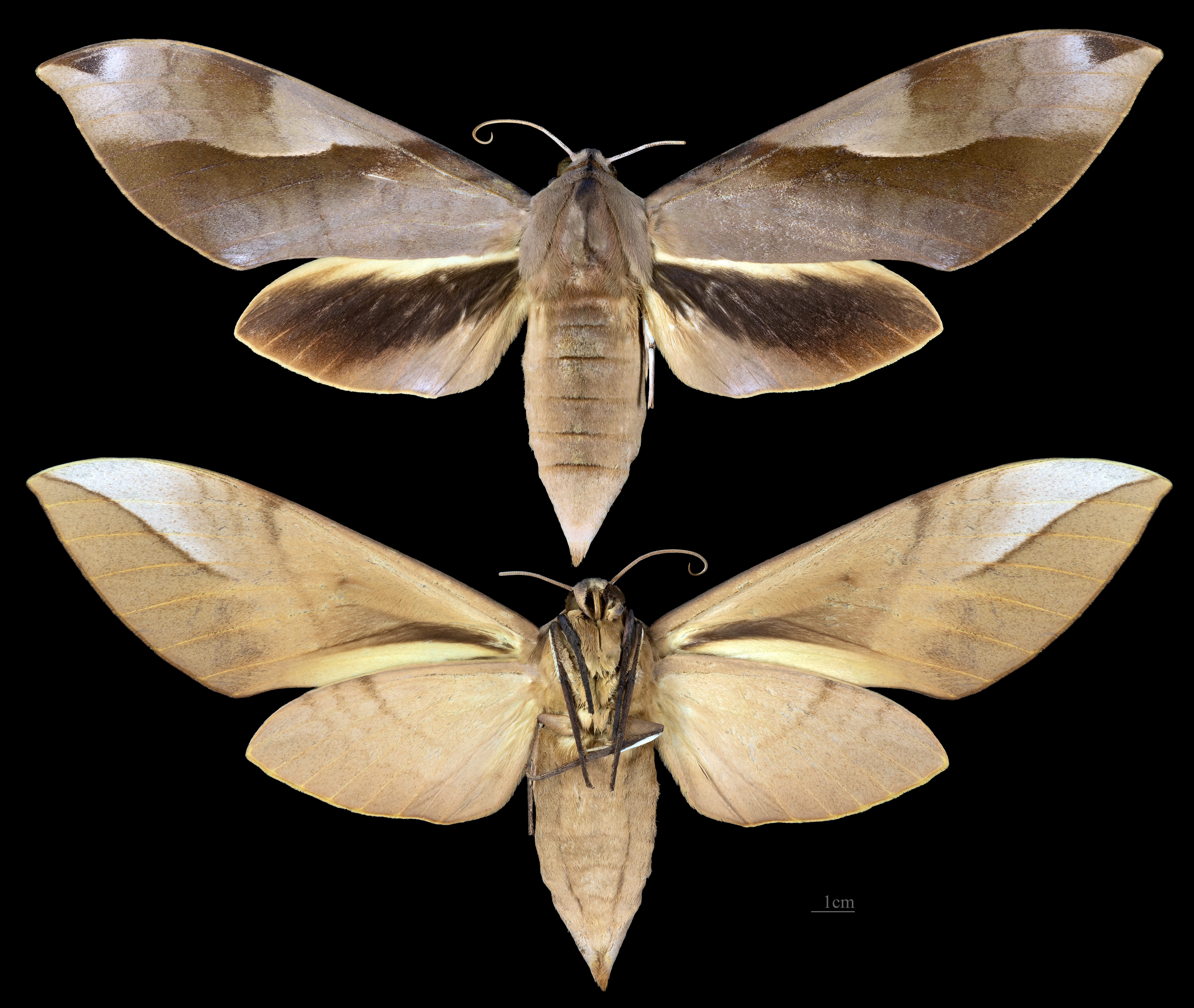
Clanis schwartzi
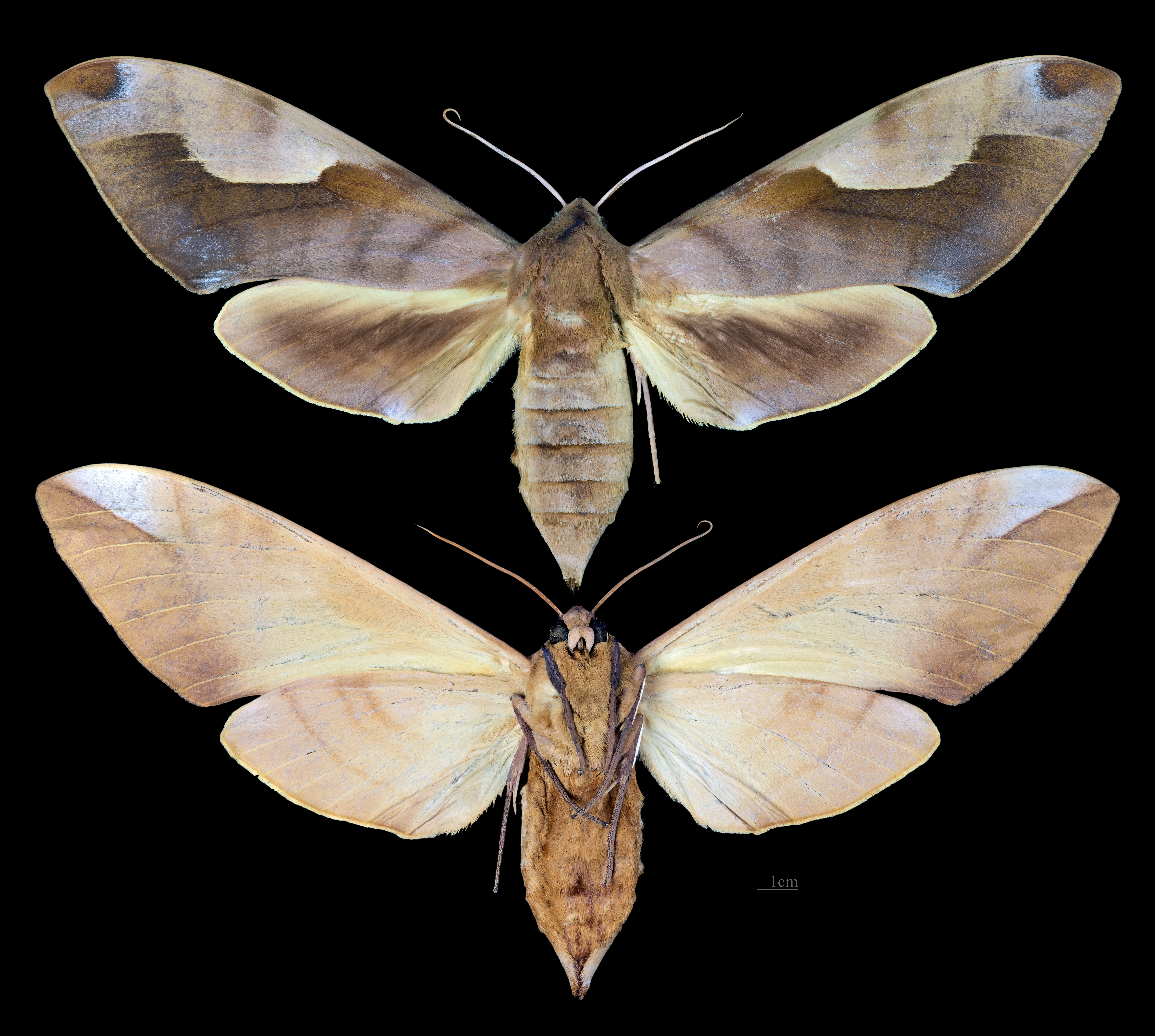
Clanis titan
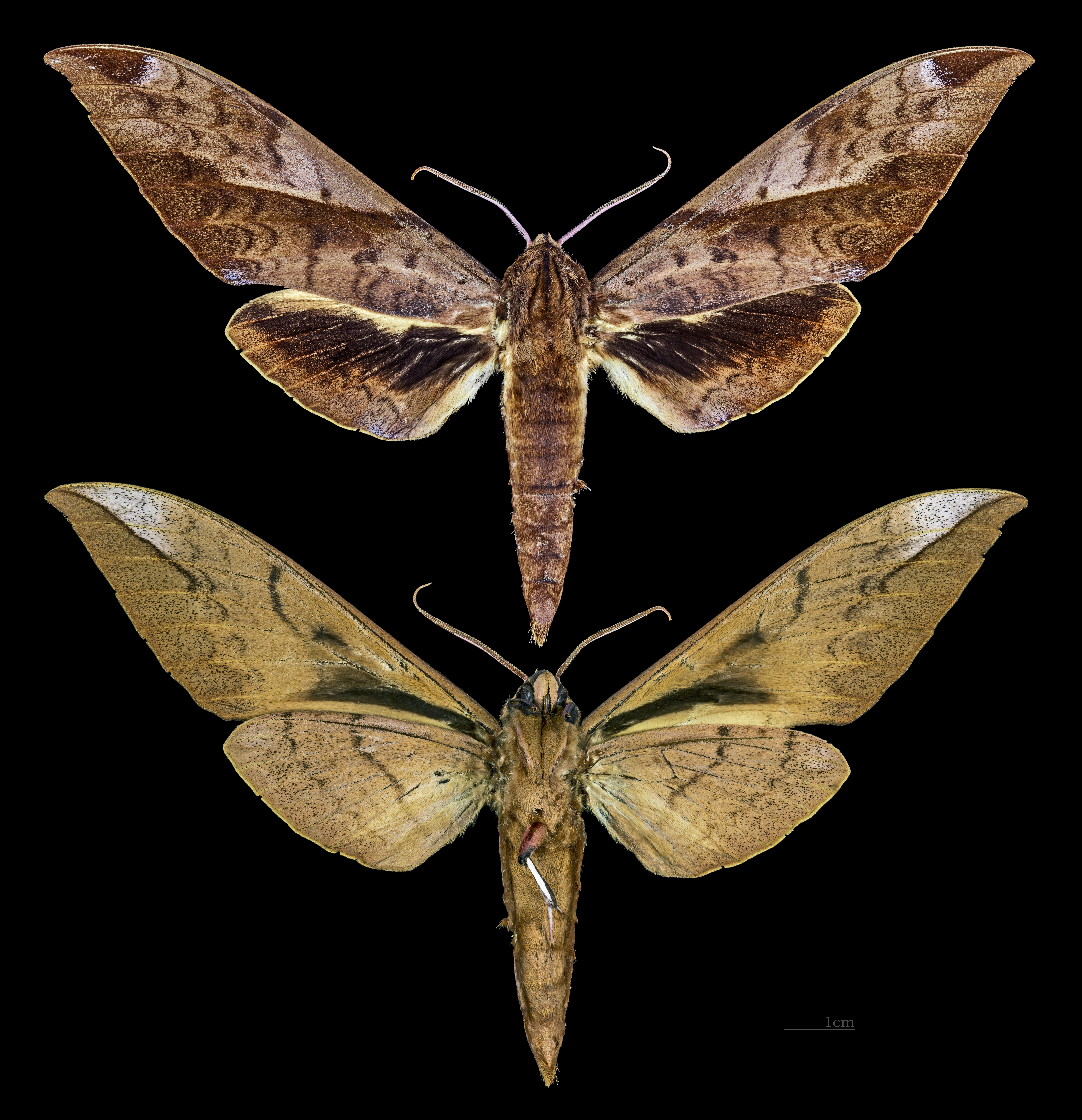
Clanis undulosa